# RBI
Группа RBI — один из участников рынка недвижимости (девелопмент) и строительства Санкт-Петербурга. Штаб-квартира — в Санкт-Петербурге.

## История
Компания основана в 1993 году в Санкт-Петербурге и с этого момента носит имя «RBI», что означает Real Estate — недвижимость, Banking — финансы, Investments — инвестиции.
В 1996 году компания сдает свой первый жилой дом на Шуваловском просп., в 1997 году первый элитный жилой комплекс — «Дом на Неве» (Воскресенская наб.). С 2002 года компания развивает два продуктовых бренда — «Северный город», работающий на массовом рынке, и RBI, который реализует элитные проекты. В начале 2021 года происходит объединение брендов под единым именем — RBI.
В 2004 году компания сдает элитный жилой комплекс «Новая звезда» на Песочной наб.
В 2006 году для реализации проектов в сегментах жилой и коммерческой недвижимости создано совместное предприятие с Deutsche Bank. С 2007 по 2021 г. в число акционеров RBI входил инвестиционный банк Morgan Stanley.
К 2013 году компания построила 1 млн кв. метров, в том числе в этом году был сдан жилой комплекс «Александрия» на Новгородской ул. — первый проект испанского архитектора Рикардо Бофилла, реализованный в Санкт-Петербурге. В 2015 году компания сдает Mistola Hills — свой первый проект малоэтажного загородного поселка.
В 2015—2017 гг. компания завершает реконструкцию ряда объектов культурного наследия Петербурга: гаража фирмы К. Л. Крюммеля на Большой Посадской ул., газгольдера на Заозерной ул., водонапорной башни Охтинской мануфактуры на Пискаревской наб. В 2019 году с отеля ARTSTUDIO Nevsky на 2-й Советской ул. начинает работу сеть отелей ARTSTUDIO от Группы RBI. В 2022 году компания завершила реконструкцию Левашовского хлебозавода (Барочная ул., 4), где в 2023 г. разместился головной офис компании и городское культурно-деловое пространство «Левашовский хлебозавод».
К 2023 году за 30 лет работы Группа RBI реализовала 81 проект разного класса и уровня общей площадью более 2 млн кв. метров. На 2023 год в активах компании — около 0,9 млн кв. метров строящейся и проектируемой недвижимости.

## Собственники и руководство
Акционер компании — основатель и председатель совета директоров Эдуард Тиктинский.
C 2007 по 2021 год миноритарным акционером компании являлся фонд под управлением банка Morgan Stanley.

## Деятельность
Группа RBI ведет девелоперскую деятельность в сфере жилого и коммерческого строительства.
Компании в экосистеме Группы RBI реализуют следующие направления деятельности: строительство жилых и коммерческих комплексов под брендом RBI; эксплуатация зданий в рамках деятельности компании «Управление комфортом»; отделка жилых и коммерческих помещений, которой занимается компания RBI OK; управление апарт-отелями в лице компании RBI PM; BIM-проектирование и IT-разработки — компания Development Systems.
Выручка компании по МСФО за 2020 год составила 14,4 млрд руб. (за 2019 год — 11,0 млрд руб.), чистая прибыль — 1 704 млн руб. (927 млн руб.).